# 일리아리
일리아리는 블리자드 엔터테인먼트사의 게임 오버워치에 등장하는 게임 캐릭터이다.  

## 같이 보기
- 오버워치
- 오버워치의 등장인물